# Вьет-бак

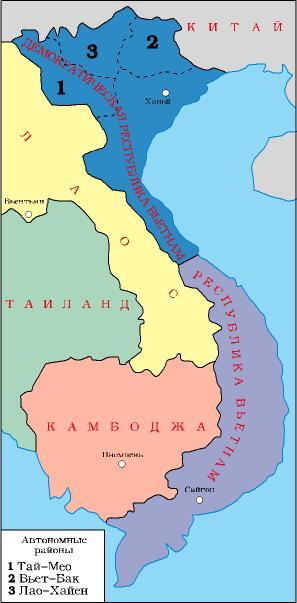

Вьет-бак (также написание: «Вьетбак») — уезд, горно-лесистая местность на севере Вьетнама, примыкающая к границе с Китаем.

## Административное деление
Việt Bắc Interzone (Liên khu Việt Bắc) представлял собой административный район, состоящий из 17 провинций:
1. Каобанг (Cao Bằng Province),
2. Баккан (Bắc Kạn Province),
3. Лангшон (Lạng Sơn Province),
4. Тхайнгуен (Thái Nguyên Province),
5. Хазянг (Hà Giang Province),
6. Туенкуанг(Tuyên Quang Province),
7. Лаокай (Lào Cai Province),
8. Йенбай (Yên Bái Province),
9. Шонла (Sơn La Province),
10. Лайтяу (Lai Châu Province),
11. Бакзянг (Bắc Giang Province),
12. Бакнинь (Bắc Ninh Province),
13. Виньфук (Phúc Yên[англ.])[что?],
14. Vĩnh Yên[что?],
15. Футхо (Phú Thọ Province),
16. Куангнинь (Quảng Yên)[что?],
17. Hải Ninh, Quảng Bình[англ.] (Hải Ninh);

и «специальные зоны»:
1. специальная зона Hồng Gai[англ.] (Hồng Gai Special Zone) и
2. специальная зона Mai Châu District[англ.] (Mai Đà District) в провинции Хоабинь (Hòa Bình Province).

Центром области была провинция Туенкуанг(Tuyên Quang; номер 6 в списке выше).
Администрация расположенного на крайнем севере страны Вьет-бака называется административным межрегиональным Комитетом. Она включает в себя Вьет-бак межрегионального уровня: административного и военного (высшее командование). Он был создан в соответствии с Указом № 127SL президента Демократической Республики Вьетнам (прежнее название Социалистической Республики Вьетнам) от 4 ноября 1949 года после слияния Межрегионов № 1 и № 10.

## История
Осенью 1947 г. французы предприняли попытку захватить штаб-квартиру руководства Вьетминя, находящегося тогда во Вьетбаке, но потерпели крупное поражение и вынуждены были отступить, неся большие потери.
После поражения во Вьет-баке, в 1948—1950 годах в войне наступил период равновесия сил. Франция отказалась от наступательных операций, перешла к стратегической обороне оккупированных ей районов ДРВ, и решила «воевать против вьетнамцев руками самих же вьетнамцев». В мае 1948 г. колонизаторы образовали на оккупированной территории марионеточное правительство Нгуен Сюана, а через год объявили о создании государства Вьетнам во главе с бывшим императором Бао Даем (последний представитель династии Нгуенов).
С 1949 по 1954 год старший генерал-лейтенант Чу Ван Тан являлся начальником межрегионального и секретарём зонального парткома, председателем военного трибунала, председателем административного комитета Вьет-бак. С 1954 по конец 1956 года он был ответственным командиром, политруком холдинга и межрегиональным секретарём Вьет-бак.
Когда Tây Bắc (Северо-западная область) только что освободились, зона Тай Бак была создана по декрету Премьер-Министра № 13-SL от 28 января 1953 года, и включала в себя 4 провинции: Lai Châu, Lào Cai, Yên Bái и Sơn La только что отделились от Вьет-бак.
1 июля 1956 года был создан самоуправляющийся Вьет-бак, положивший конец межрегиональному Вьет-бак с ролью административной единицы. Однако, что касается военного аспекта, то в июне 1957 года Межрегиональный Viet Bac был заменен на Военную зону Вьет-бак (Viet Bac Military Zone).

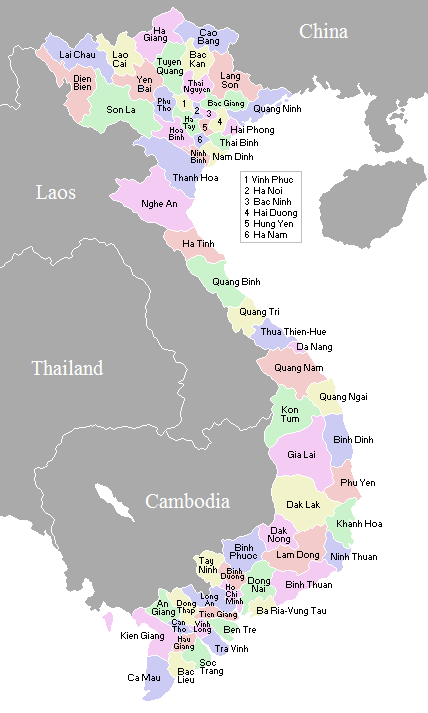

Первоначально самоуправляющийся Вьет-бак включал в себя 5 провинций: Cao Bằng, Bắc Cạn, Lạng Sơn, Tuyên Quang, Thái Nguyên и добавленную позже провинцию Hà Giang. Вьет-бак и Тай бак «самоуправляющиеся вместе» — это регион со многими этническими меньшинствами, живущими в нём; этой области присуща специальная политика развития.

### Индокитайская война
В 1949 году организация «вьет мин» была переведена из малых зон в более крупные Межзоны. При этом «Межзонье вьет бак» образовалось из ранее существовавших зон I и X. Межзона охватывала границу с Китаем и Лаосом, а также большую часть Северной дельты. Организация в Межзонах была оставлена в июне 1957 г. Первый командующий Interzone Le Quan Ba выступал как политический комиссар Chu Va Тан.